# Yoshirō Kawazu
Yoshirō Kawazu (川頭義郎, Kawazu Yoshirō), né le 28 avril 1926 à Ushigome et mort le 30 décembre 1972, est un réalisateur et scénariste japonais.

## Biographie
Yoshirō Kawazu a réalisé vingt-six films et écrit trois scénarios entre 1955 et 1969.

## Filmographie
Sauf indication contraire, la filmographie de Yoshirō Kawazu est établie à partir de la base de données JMDb.

### Réalisateur
- 1955 : Okatte no hanayome (お勝手の花嫁?)
- 1956 : Eyes of Children (子供の眼, Kodomo no me?)
- 1956 : Ai to chie no wa (愛と智恵の輪?)
- 1956 : Namida (涙?)
- 1957 : Karada no naka o kaze ga fuku (体の中を風が吹く?)
- 1957 : Koi shite aishite kenka shite (恋して愛して喧嘩して?)
- 1958 : Aozora yo itsu made mo (青空よいつまでも?)
- 1958 : Yūrakuchō zero banchi (有楽町０番地?)
- 1958 : Tokyo 1958 (東京1958, Tōkyō 1958?) co-réalisé avec Hiroshi Teshigahara, Susumu Hani, Zenzō Matsuyama, Kyūshirō Kusakabe, Masahiro Ogi (ja), Sadamu Maruo, Kanzaburō Mushanokoji et Ryūichirō Sakisaka (court métrage expérimental)[3]
- 1959 : Kaze no naka no hitomi (風の中の瞳?)
- 1959 : Tesaguri no seishun (手さぐりの青春?)
- 1960 : Izu no odoriko (伊豆の踊子?)
- 1961 : Kā-chan shiguno iyada (かあちゃんしぐのいやだ?)
- 1961 : Haha to musume (母と娘?)
- 1961 : Mama ouchi ga moeteru no (ママおうちが燃えてるの?)
- 1961 : Chīsana hana no monogatari (小さな花の物語?)
- 1962 : Kiriko no unmei (霧子の運命?)
- 1962 : Kā-chan nagaiki shitene (かあちゃん長生きしてね?)
- 1963 : Kaze no shisen (風の視線?)
- 1963 : Rōma ni saita koi (ローマに咲いた恋?)
- 1964 : Aoi me no yomehan (青い目の嫁はん?)
- 1964 : Kaibatsu zero meitoru (海抜０米?)
- 1965 : Ane to imōto (あねといもうと?)
- 1965 : Oshaberi na shinju (おしゃべりな真珠?)
- 1969 : Itsuka kuru sayonara (いつか来るさよなら?)

### Scénariste
- 1947 : Le Phénix (不死鳥, Fushichō?) de Keisuke Kinoshita
- 1957 : Koi shite aishite kenka shite (恋して愛して喧嘩して?)
- 1958 : Yūrakuchō zero banchi (有楽町０番地?)

## Distinctions
- 1956 : Golden Globe du meilleur film en langue étrangère pour Eyes of Children[4]
- 1957 : prix Blue Ribbon du meilleur nouveau réalisateur pour Eyes of Children et Namida[5]